# Vergt
Vergt (occitanska: Vern) är en kommun i departementet Dordogne i regionen Nouvelle-Aquitaine i sydvästra Frankrike. Kommunen ligger i kantonen Vergt som tillhör arrondissementet Périgueux. År 2022 hade Vergt 1 750 invånare.

## Befolkningsutveckling
Antalet invånare i kommunen Vergt
Referens:INSEE